# Silla (ókori királyság)

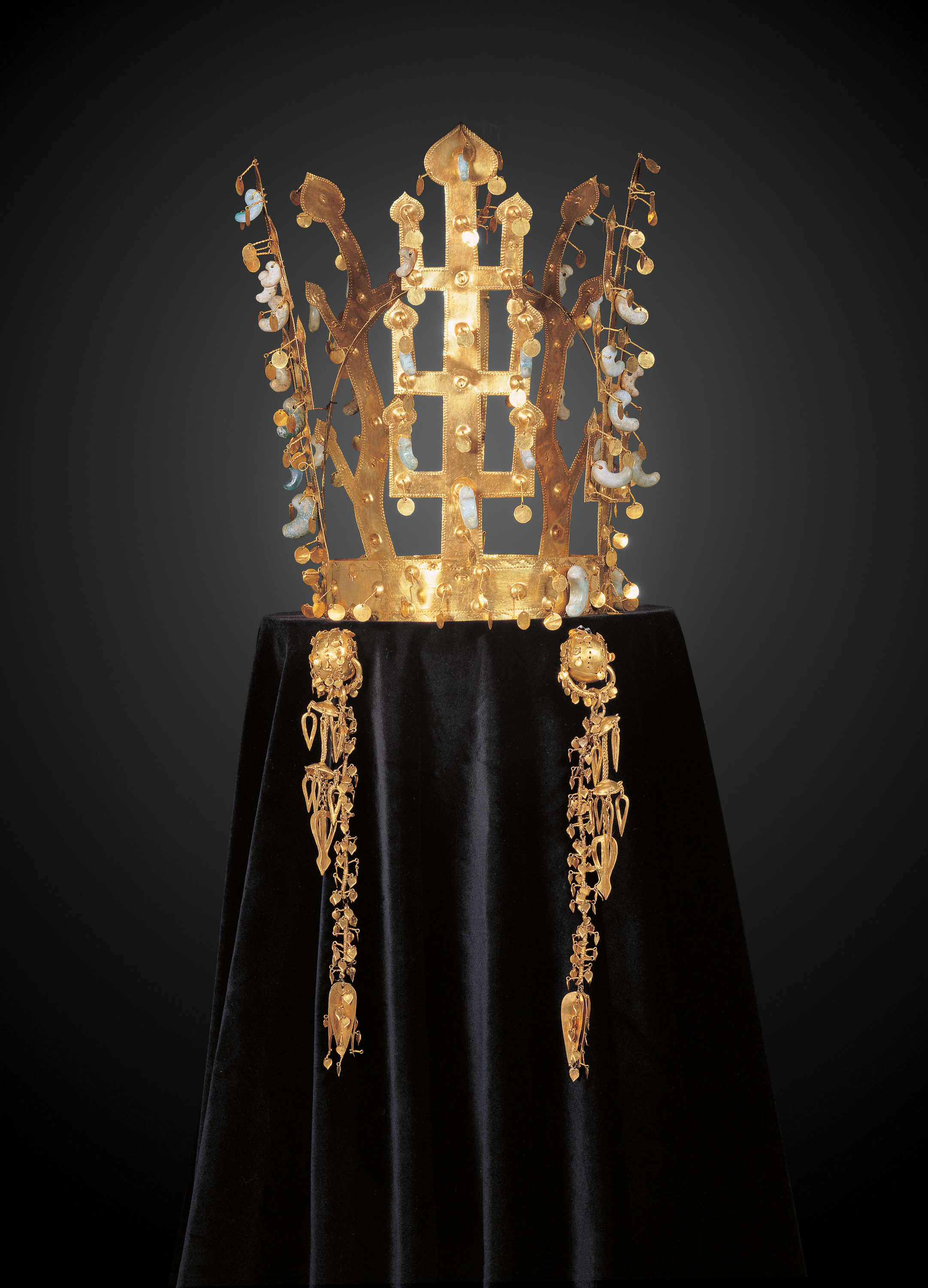
Sillai aranyozott bronzkorona (5–6. század)

Silla (IPA szerint ɕilːa) egyike volt Korea három királyságának. Fennállása alatt szinte folyamatosan hadban állt a másik két koreai királysággal, Kogurjóval (Goguryeo) és Pekcsével (Baekje). A három királyság közül Sillának sikerült elsőként egyesítenie a Koreai-félsziget nagy részét, de végül Kogurjo (Goguryeo) utódállama, Korjo (Goryeo) leigázta az országot és véget vetett az évezredes Silla-kornak.
Kezdetben az ország a félszigetnek csak délkeleti részét uralta, majd folyamatosan terjeszkedett észak és nyugat felé. Az északi területek többször kínai fennhatóság alá kerültek, míg délen a japánok akartak hídfőállásokat létesíteni Kjúsún keresztül, a félszigeten alapított Mimanából kiindulva. Kínából nagy számú kínai lakosság vándorolt ide és telepedett le. Sillát viszonylag kis területe ellenére története során mindvégig rendkívül gazdag kultúra, fejlett ipar és pezsgő tudományos élet jellemezte, a fémművesség, kiváltképp az arany megmunkálásához kapcsolódó tudomány például világszinten is kiemelkedő volt. A kínai felfedezések és találmányok gyorsan eljutottak az országba, ahol továbbgondolták és sokrétűen alkalmazták azokat.
Silla neve többször változott. A kínaiak Sze-lu (Sī Lú) (斯盧) alakban írták, ezt vették át handzsában, ennek ókoreai ejtése azonban Sza-ro (Saro) (hangul 사로) volt. Előfordul Sze-lo (Sī Luó) (斯羅, Sza-ra (Sara) 사라), Hszü Na-fa (Xú Nà Fá) (徐那伐 Szonabol (Seonabeol) 서나벌), Hszü Je-fa (Xú Yē Fá) (徐耶伐 Szojabol (Seoyabeol) 서야벌), Hszü Lo-fa (Xú Luó Fá) (徐羅伐 Szorabol (Seorabeol) 서라[벌) és Hszü Fa (Xú Fá) (徐伐, Szobol (Seobeol) 서벌) változatban is. Csidzsung (Jijeung) uralkodása idején, 503-tól a handzsa 新羅 (Hszün-lu (Xīn Luó)) koreai ejtése, a Szinla (hangul 신라, majd Szilla, végül Silla) vált kizárólagossá.

## Története
Silla történelmét hagyományosan három fő szakaszra osztják. Ezek a korai Silla (i. e. 57 – i. sz. 654), középső Silla vagy virágzó Silla (654–780) és késői Silla (780–935).

### Korai Silla (i. e. 57–654)
A koreai tankönyvek szerint i. e. 57 óta állt fenn Silla. Azonban ez nem több egyelőre a Szamguk szagi (Samguk Sagi) mítoszainál és a hivatalos 20. századi koreai történetírás túlzásánál. Az állam létrejöttének dátuma homályos, az i. e. 1. században még Csin (Jin), az 1–2. században Csinhan (Jinhan) – a későbbi Silla magterületén –, Je (Ye) majd Tongje (Dongye), Okcso (Okjeo) és Pjonhan (Byeonhan), majd a 3. században ezek konglomerátuma, a Szamhan (Samhan) szövetség állt a helyén, amely nem azonos Sillával, de már Szorabol (Seorabeol) – Puszan (Busan) kikötőjétől északra – volt a székhelye. A 4. század elején már létezhetett, osztozva a korábbi Jin (Yin) területén Je (Ye) és Kaja (Gaya) államokkal.
Silla magja a hat településből és hat nemzetségből álló Szaroguk (Saro Guk) volt, amely a tizenkét tagú Csinhan (Jinhan) szövetséghez tartozott. Ez a terület a Koreai-félsziget délkeleti partvidékétől a Naktong (Nakdong) felső folyásáig terjedt.
Silla legendás alapítója Csi-lung (Jī Lóng) (鸡龙) azaz Kjerjong (Gyeryong) (계룡) volt. A beszélő név jelentése „sárkánycsibe”, mivel a mítosz szerint a leendő főváros közelében egy sárkánytojásból kelt ki. Ezért nevezik néha Sillát Csi-lin (Jī Lín)nek (鸡 林), Kjerim (Gyerim)nek (계림) is („csibeerdő”). Feltételezett történeti alapítója a Pak (Park) klán első ismert tagja, Hjokkosze (Hyeokgeose) (i. e. 69–4, vagy i. e. 57–4), akitől a koreaiak a Pak (Park) családnevet eredeztetik. Hjokkoszét (Hyeokgeosét) választotta vezérnek a hat klán. Bő két évszázadig a Pak (Park) és Szok (Sok) klánok váltották egymást a térség irányításában. A jelenlegi történelmi bizonyítékok alapján ebben a korban még szó sem lehet államról, ezt a történetet a Szamguk szagi (Samguk Sagi) 12. századi szerzője, Kim Busik azért kreálta, hogy a rivális koreai királyságoknál régebbi történetet mesélhessen el. Az állam a 2. század körül jöhetett létre, ám még a 3. századi kezdeti terjeszkedések is lehetnek egyszerűen a legerősebb városállam körüli háborúk és laza szövetségek. A félsziget nyugati részén azonban a Mahan szövetséget központosította Pekcse (Baekje) és erős szomszéd államot hozott létre. Délnyugaton Pjonhan (Byeonhan) helyét a Kaja (Gaya) foglalta el. Északon Kogurjo (Goguryeo) az 1. században elűzte az utolsó kínai helyőrségeket és a 3. századra erős, fenyegető hatalommá lett.
A Kim-nemzetség már az első Szok (Sok) király, Thalhe (Thalhae) uralkodása idején feltűnik Kim Busik művében, ekkorra teszi Kim Aldzsi (Kim Alji) legendás születését. Ezt a történetet a Szamguk szagi (Samguk Sagi) után a Szamguk jusza (Samguk Yusa) is közölte. A Pak (Park) és Szok (Sok) klánok három évszázados küzdelmét végül a Kim klán döntötte el, amely mindkét riválist legyőzte és Silla további történetében – a kezdeti nehézségek leküzdése után – folyamatosan regnált.
A 262-ben trónra lépő Micshu (Michu) volt az első közülük. A dinasztia székhelye Szorabol (Seorabeol), amely egyben a királyság fővárosa is volt. A királyság ideje alatt Szorabol (Seorabeol)nak, azaz „fővárosnak” nevezték. Egy etimológiai hipotézis szerint a késő középkori Sjobul (Syeobeul) (셔블 „királyi székhely”) és Sjoul (Syeoul) (셔울) alakon át ebből ered Szoul (Soul) (서울), a mai főváros neve. 356-ban Nemul (Naemul) maripkan (maripgan) trónra lépésével kezdődik Silla történelmi jelenléte. Ekkor jött létre a sillai örökletes monarchia. A 4. századra tehető a rivális koreai államok megszilárdulása is, Kogurjo (Goguryeo) 313-ban a korábbi törzsszövetség helyén, Pekcse (Baekje) pedig 346-ban a félsziget nyugati részén alakult meg. Nemul (Naemul) diplomáciai kapcsolatokat létesített Kínával és Kogurjóval (Goguryeóval) is, ami egyúttal az állam önállóságának elismerését is jelentette partnerei részéről. Ekkor Silla nyugati határa a Naktong (Nakdong) volt. A kis számú település a déli részeken összpontosult. A népesség jelentős részét alkották a japánok, amelyet még a jelenkori DNS-tesztek is igazolnak.

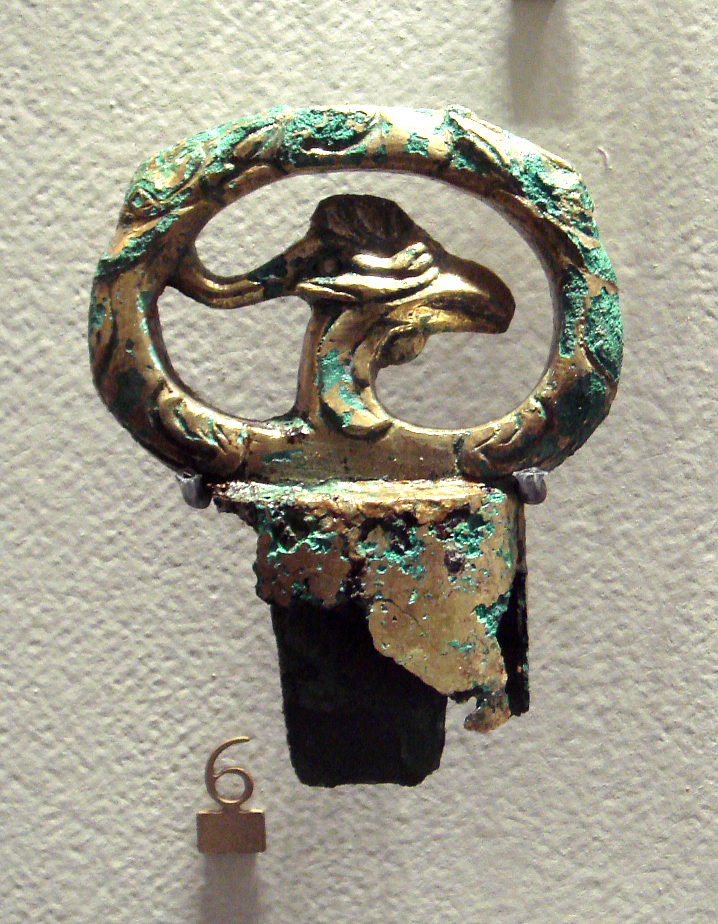
Sillai kardmarkolat a 4–6. századból

Nyugati szomszédja, Kaja (Gaya) a 4. században elzárta Japántól Sillát, majd háború is kitört, melynek hatására Silla 399-ben szövetséget kötött Kogurjóval (Goguryeóval). A szövetséges azonban dél felé kívánt terjeszkedni, kogurjói (goguryeói) hadsereg állomásozott Sillában. A kogurjói (goguryeói) király, Kvanggetho (Gwanggaeto) (391–413) nevének jelentése „a király, aki kiterjesztette a birodalmat”, Silla pedig erőtlen volt Kogurjóhoz (Goguryeóhoz) képest. A szövetség idején a „nagy” melléknevű Kvanggetho (Gwanggaetho) 65 erődítményt és 1400 települést foglalt el, valamint a japánok ellen harcolt Silla segítségével. 427-ben Kogurjo (Goguryeo) Phjongjangot (Pyeongyangot) tette meg fővárosának, ekkor Nuldzsi (Nulji) a már közvetlen fenyegetés és nyomás hatására kénytelen volt Pekcséhez (Baekjéhez) fordulni.
A Kim klán Silla történetének szerencsés időszakában került hatalomra. Korábban a kontinensi hódításokra vágyó Japán, a kínai kultúrához közeli volta miatt erős Pekcse (Baekje) és a nagy területű Kogurjo (Goguryeo) közé szorult. Azonban az egymás ellen forduló Pekcse (Baekje) és Kogurjo (Goguryeo) kölcsönösen meggyengítették egymást. A félsziget addigi legerősebb állama, Pekcse (Baekje) kénytelen volt elfogadni Nuldzsi (Nulji) szövetségi ajánlatát, majd mindkét ország csatlakozott Kajához (Gayához), létrehozva a déli három állam védszövetségét, a Kaja (Gaya)-szövetséget. Ez időben Kogurjo (Goguryeo) déli határai egész a Han, a Kum (Geum) és Naktong (Nakdong) folyók vízválasztóin húzódtak, mélyen a Koreai-félsziget déli részén. A déli unió azzal járt, hogy Silla is szorosabb kapcsolatba került Kínával – megszűnt a földrajzi akadály –, ugrásszerű kulturális és gazdasági fejlődésnek indult az 5. században. Ez lehetőséget adott a Japánnal szembeni hatékonyabb védekezésre is, a források szerint 433-ban egy igen veszélyes inváziós kísérletet sikerült megakadályozniuk. Az 5. század közepétől majdnem egy évszázadon át Silla és Pekcse (Baekje) szövetsége háborúzott Kogurjóval (Goguryeóval). A hármas szövetség elég erősnek bizonyult. A 6. századra, Pophung (Beopheung) idején Silla északon meghódította Kogurjo (Goguryeo) félszigetre nyúló részeit. Ekkor a Kaja (Gaya)-szövetség széthullott, Silla pedig legyőzte  Kaját (Gayát) és bevette fővárosát, Kumgvan Kaját (Geumgwan Gayát) (532). 551-ben újabb hadjárat indult Kogurjo (Goguryeo) ellen, majd a kaja (gaya)-szövetségi Te Kaját (Daegayát) (562) is meghódították. 553-ban megszűnt a 120 éves szövetségesi viszony Pekcse (Baekje) és Silla között, mivel immár Silla sikerei félemlítették meg a pekcse (baekje)i vezetőket. A győzelmek azonban még így is lehetővé tették, hogy Silla ismét a japánok ellen fordulhasson és 562-ben sikerült felszámolni a japán hídfőállást, Mimanát is.
Kogurjo (Goguryeo) azonban még a Pekcse (Baekje)–Silla-szövetség számára is túl erős ellenfél maradt, végleges legyőzéséről a 6. században szó sem lehetett. Sőt a kogurjói (goguryeói) hadsereg 598-ban átkelt a Liao (Liáo) folyón és vereséget mért Jang Csien (Yáng Jiān) kínai uralkodó seregére és ezzel a Liaotung-félsziget (Liáodōng-félsziget)et fenyegette. Silla szövetséget kötött a kínai Szuj-dinasztiával (Suí-dinasztiával) Jang Kuang (Yáng Guǎng) idején, amely kapcsolat fennmaradt a gyors kínai dinasztiaváltás után is. A Tang Birodalom beavatkozásával Kogurjo (Goguryeo) két tűz közé került, és ez már felemésztette erőit.
612-ben Jang Kuang (Yáng Guǎng) hatalmas hadsereget vezetett Kogurjóba (Goguryeóba), amelyet a kínai flotta is támogatott a Tedong (Daedong) torkolatából, fenyegetve ezzel a fővárost (ma Phenjan (Pyongyang)). A Szuj szu (Suí Shū) („Szuj (Sui) könyve”) szerint 1 133 000 katonával indult Kína a hadjáratra. Silla délről segítette az akciót, azonban Kogurjo (Goguryeo) itt fejtette ki a legnagyobb ellenállást. Ez a kísérlet kudarcot vallott, mivel Kogurjo (Goguryeo) seregét egy tehetséges hadvezér, Uldzsi Mundok (Eulji Mundeok) (mh. 618) vezette, emellett gyakorlatilag népfelkelés tört ki a kínai–sillai erők ellen. Jang Kuang (Yang Guang)nak haza kellett térni a hátországban kitört felkelések – elsősorban Jang Hszüan-kan (Yang Xuangan) tábornok (mh. 612) lázadása – miatt, végül belebukott a koreai vereségbe.

### Középső Silla (654–780)

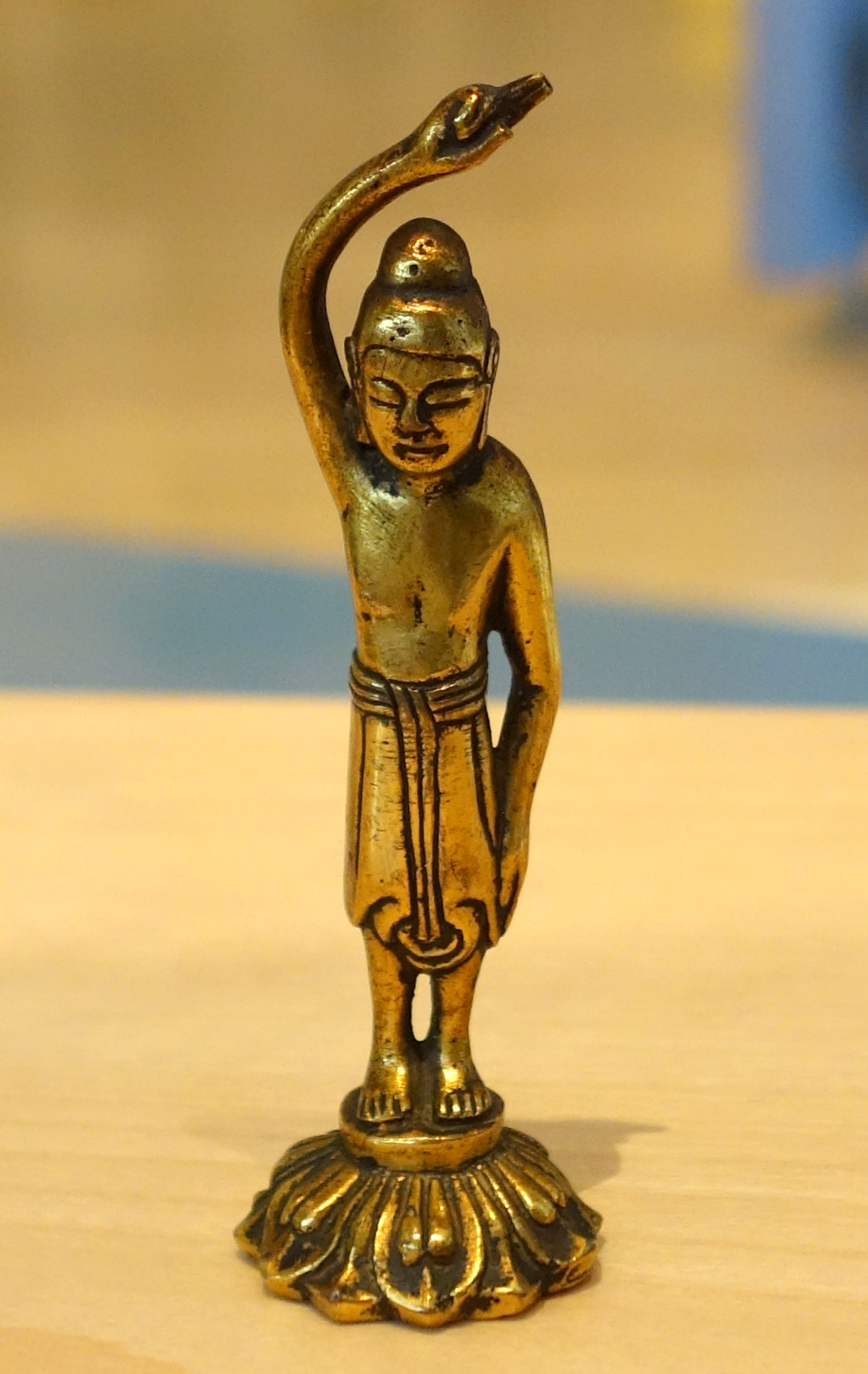
Sillai buddhaszobor a 7. századból

A Tang-dinasztia hatalomra jutása után nem sokkal, 645-ben, Szondok (Seondeok) királynő idején újultak ki a harcok. Kína elfoglalta Dél-Mandzsúriát és egyelőre megtorpant. Ekkor Kogurjo (Goguryeo) Sillára támadt, de az új kínai hadjárat miatt sikertelenül. Ebben az időben Pekcse (Baekje) szövetségest váltott és Silla helyett Kogurjót (Goguryeót) támogatta. A 7. század közepén ezért Kína taktikát váltott és a Sárga-tengeren keresztül Pekcse (Baekje) felől támadta meg Kogurjót (Goguryeót). Ez a taktika Mujol (Muyeol) utolsó uralkodási évében, 660-ban Pekcse (Baekje) végleges bukásához vezetett. Három évi ellenállás után Kína, Japán és Silla együttes támadásai miatt Pekcse (Baekje) ideiglenesen Kína fennhatósága alá került. A Tang–Silla-szövetségben Munmu hadvezére, Kim Jusin (Kim Yushin) 668-ra felszámolta Kogurjót (Goguryeót) is. Silla a kínaiak elleni lázadásra buzdította a kogurjóiakat (goguryeóiakat) és 671-ben annektálta Pekcse (Baekje) területét, kiszorítva onnan a Tang erőket. Ezek hatására Kína 676-ban végleg kiürítette a Tedong (Daedong)tól délre eső, még felügyelete alatt lévő területeket, amelyet Silla vett birtokba. Kogurjo (Goguryeo) nagy részben Kína területe lett. Ebben nagy szerepe volt annak, hogy a helyi nemesség inkább Kínát, mint Sillát választotta és a kínai fennhatóságot ismerték el. De Vu Cö-tien (Wu Ze Tian) (690–705) intermezzója Kína átmeneti gyengülését eredményezte – 698-ban Ko Vang (Go Wang), a korábbi uralkodóház egyik tisztviselője itt alakította meg Palhét (Balhaét). Palhe (Balhae) irányította az északi térséget 698-tól 926-ig. Jelentős katonai erőt képviselt, Silla már 721-ben falakat épített északi határai mentén, nagyjából Phenjan (Pyongyang) és Vonszan (Wonsan) között.
Ezt követően, mint egységes Silla (vagy más néven késői Silla) a Koreai-félsziget legnagyobb részét ellenőrzése alatt tartotta. Azonban a királyi hatalom gyengülése már megkezdődött, a nemesség több összeesküvést, fegyveres felkelést szervezett az uralkodóház ellen. Ennek egyik oka, hogy a központosítási kísérletek a hivatalnokréteg földhöz juttatásával és kínai mintájú államszervezettel jártak, az arisztokrácia féltette gazdasági és politikai hatalmát az új előkelőségtől. Kim Degong (Kim Daegong) felkelése három évig tartott. A 8. század végére a folytonos magán-belháborúk és rebelliók miatt az uralkodóház elvesztette gazdasági alapját, ezzel párhuzamosan befolyását a dolgok menetére. 780-ban Hjegong (Hyegong) király merénylet áldozata lett egy hosszadalmas polgárháború során. Hjegong (Hyegong) volt Mujol (Muyeol) ágának utolsó uralkodója és halála idején a királyi hatalom gyakorlatilag nem létezett. Újabb  ötéves  folyamatos polgárháborúval telt Szondok (Seondeok) király uralkodási ideje, majd trónra lépett Vonszong (Wonseong).

### Késői Silla (780–935)

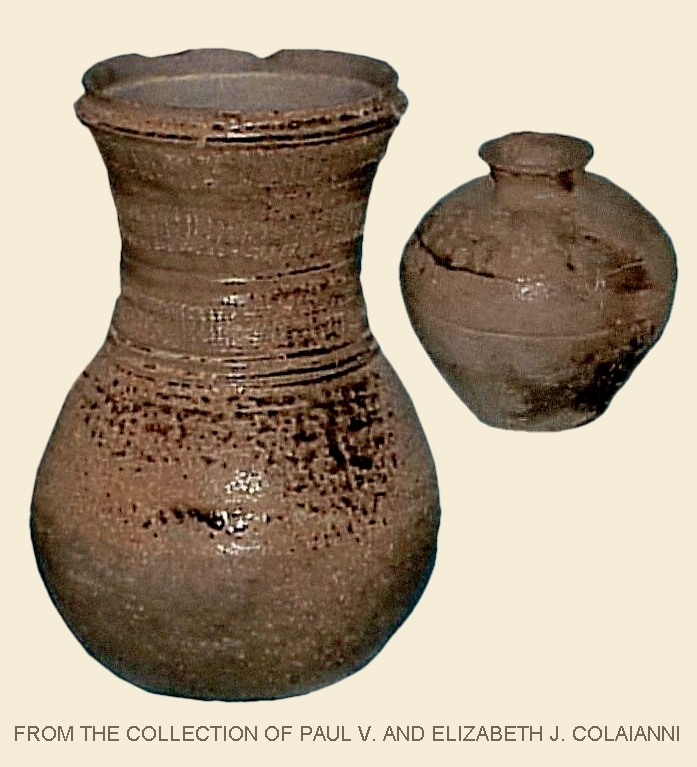
Agyagkorsó a késői Silla-korból

A lázadások és felkelések aláásták Silla haderejét és gazdaságát is. Északon Palhe (Balhae) átlépte a Jalut (Yalut) és mindkét partját ellenőrizte. Egészen addig, míg egy kitaj támadás 926-ban váratlanul felszámolta Palhét (Balhaét).
Sillából kivált két országrész, kialakult Korea kései három királysága (Silla, Hubekcse (Hubaekje), azaz „kései Pekcse (Baekje)”, 892/900–936 és Thebong (Taebong), azaz „második Kogurjo (Goguryeo)”, 901–918). A „kései Pekcsét (Baekjét)” Csinszong (Jinseong) királynő uralkodása idején Kjon Hvon (Gyeon Hwon) szabadságharca szakította el Sillától. Thebong (Taebong)ot Honan (Heonan) vagy Kjongmun (Gyeongmun) sillai királyok fia, Kung Je (Gung Ye) választotta el az anyaországtól. Kungjét (Gung Yét) egyik hadvezére – egyesek szerint a fia –, Vang Gon (Wang Geon) 918-ban meggyilkolta és elfoglalta a trónját Thedzso (Taejo) néven, ezzel megalapította a Korjo (Goryeo)-dinasztiát, amely újra egyesítette a félszigetet.
Hubekcse (Hubaekje) 935-ben olvadt be Korjóba (Goryeóba), az utolsó sillai király, Kjongszun (Gyeongsun) pedig még ugyanebben az évben átadta a hatalmat a Korjo-dinasztiának (Goryeo-dinasztiának), s ezzel az aktussal a koreai három királyság ismét egybe forrt. Korjo (Goryeo) királysága (918–1392) kiterjesztette uralmát az egész félszigetre, és a 14. század végi fennállásig, a mongol befolyásig így tartotta. Korea neve ebből a Korjo (Goryeo) dinasztianévből eredeztethető.

## Silla területváltozásai

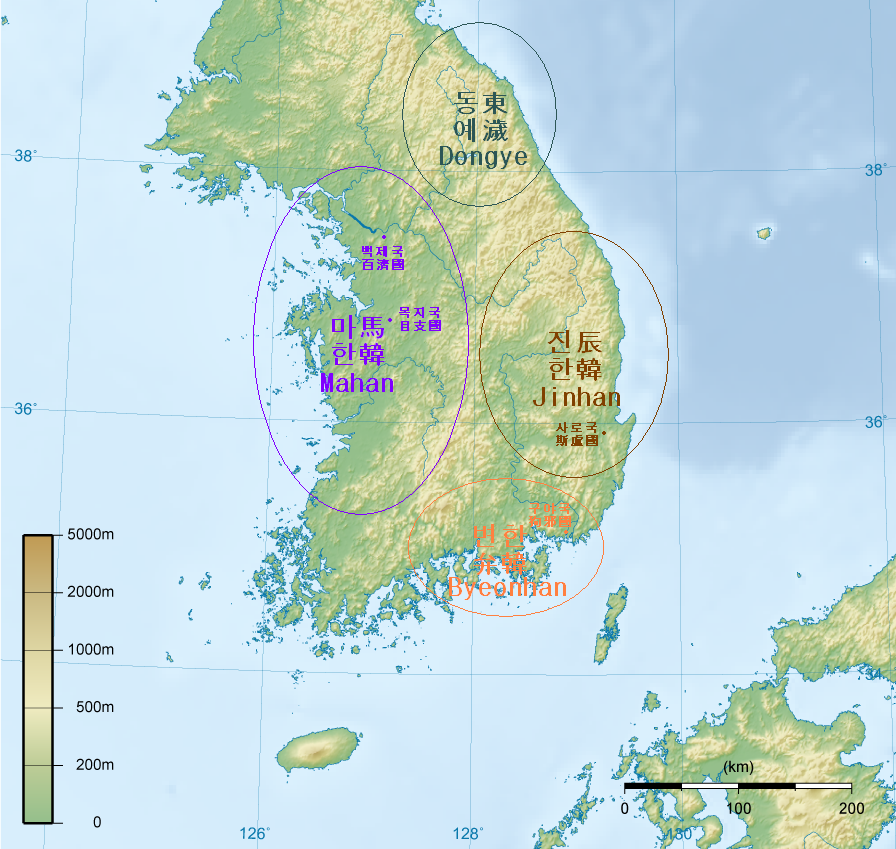
Silla előzménye, Jinhan (Yinhan) és a Szamhan (Samhan)-szövetség többi régiója (Tongje (Dongye), Mahan, Pjonhan (Byeonhan))
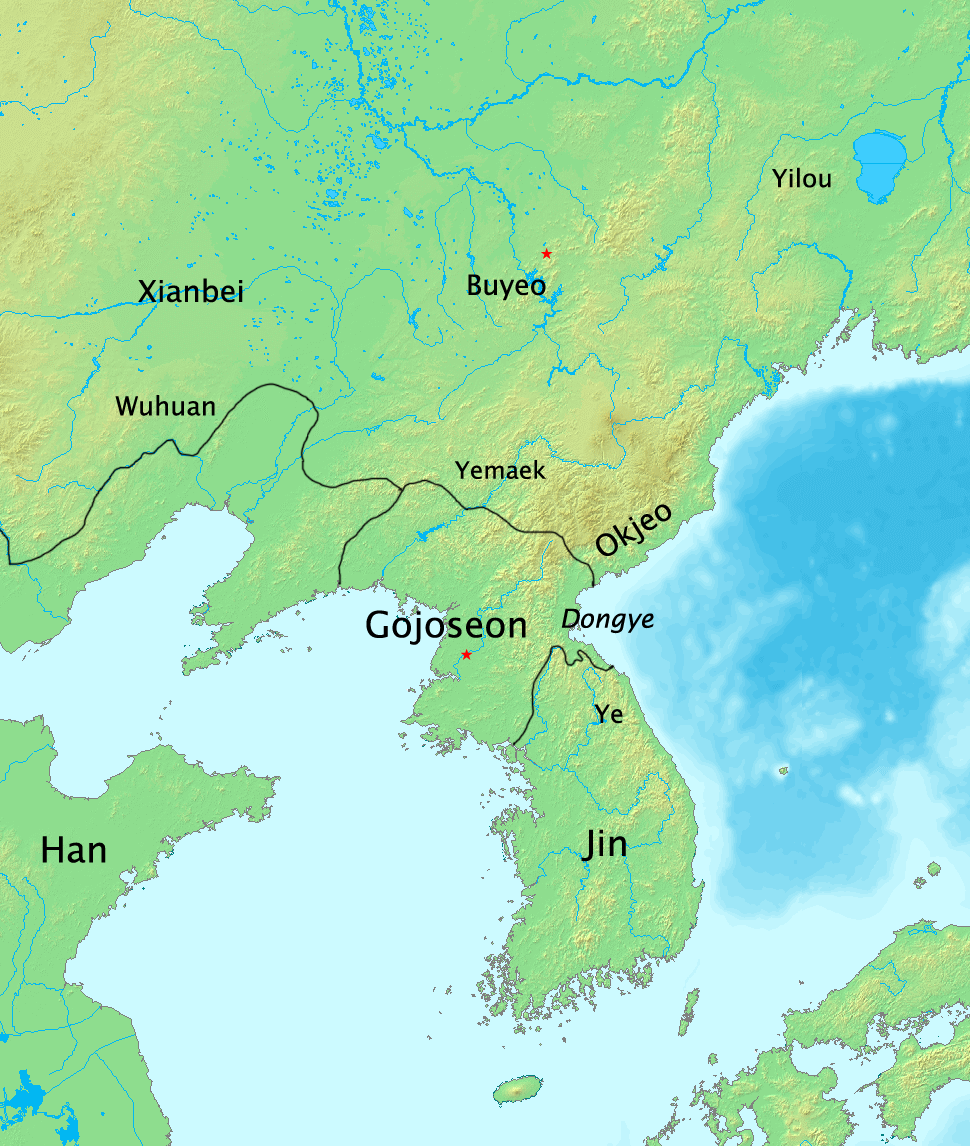
Korea az i. e. 1. században
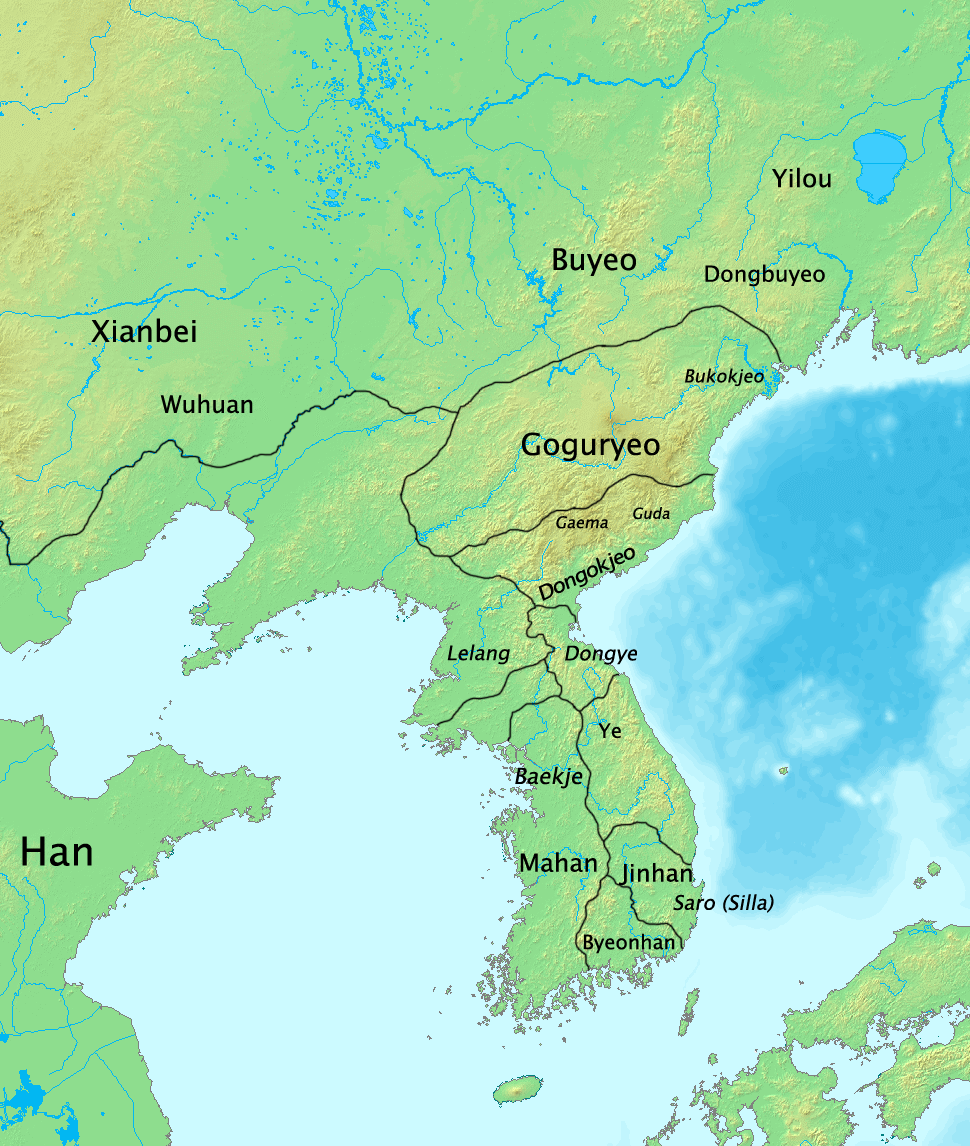
Korea az 1. században
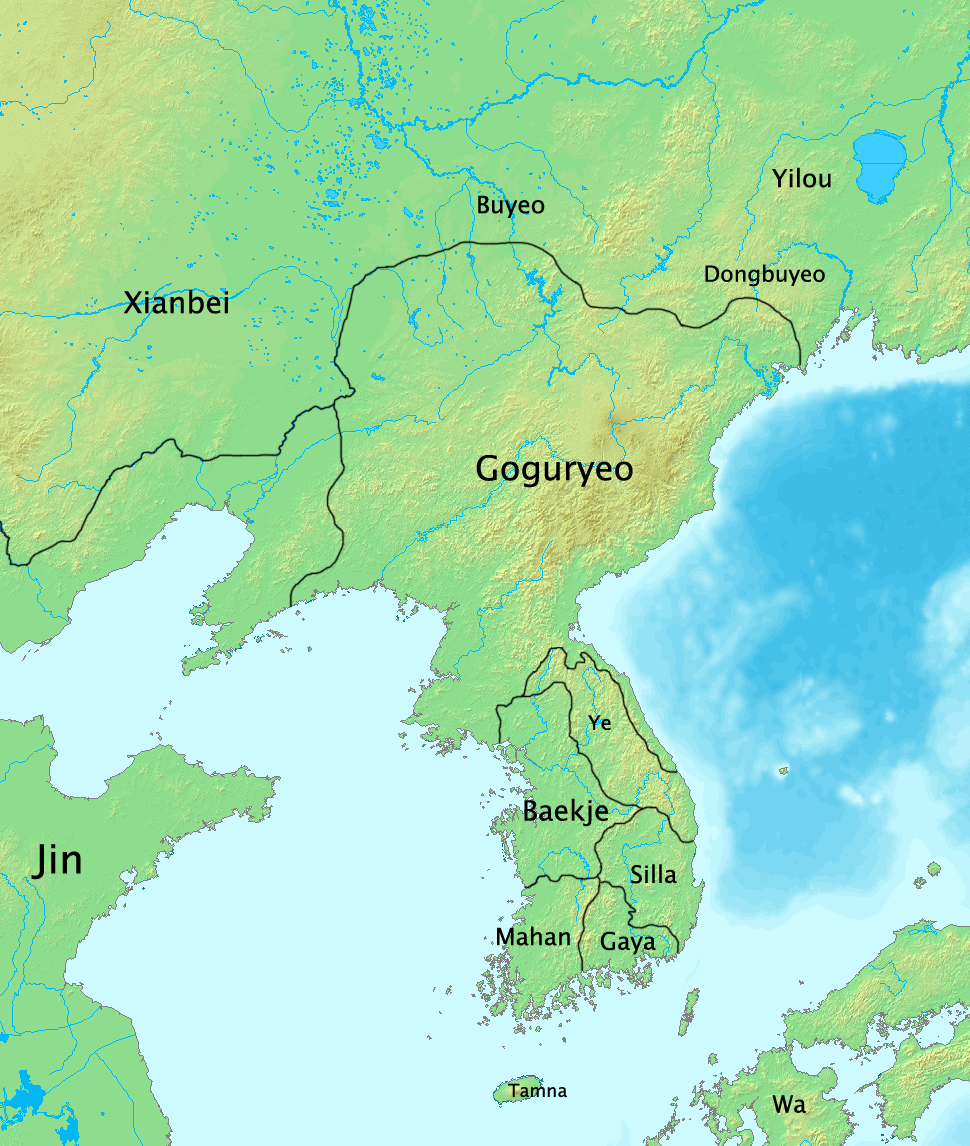
Korea a 4. század első felében
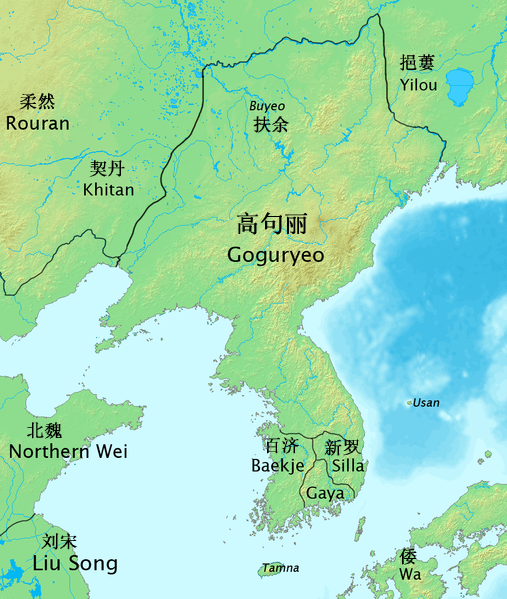
Korea az 5. század végén
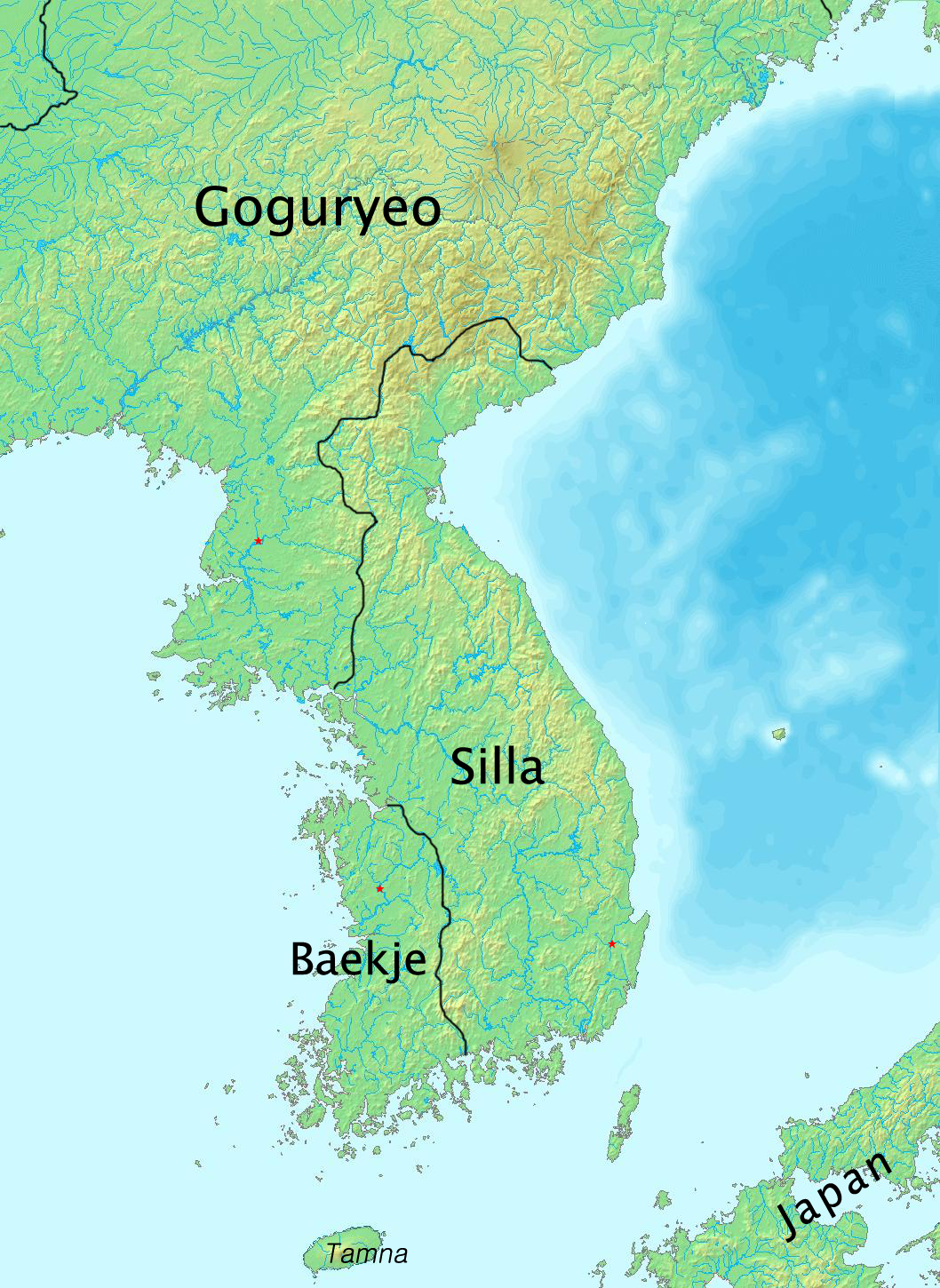
Silla 6. századi sikerei után
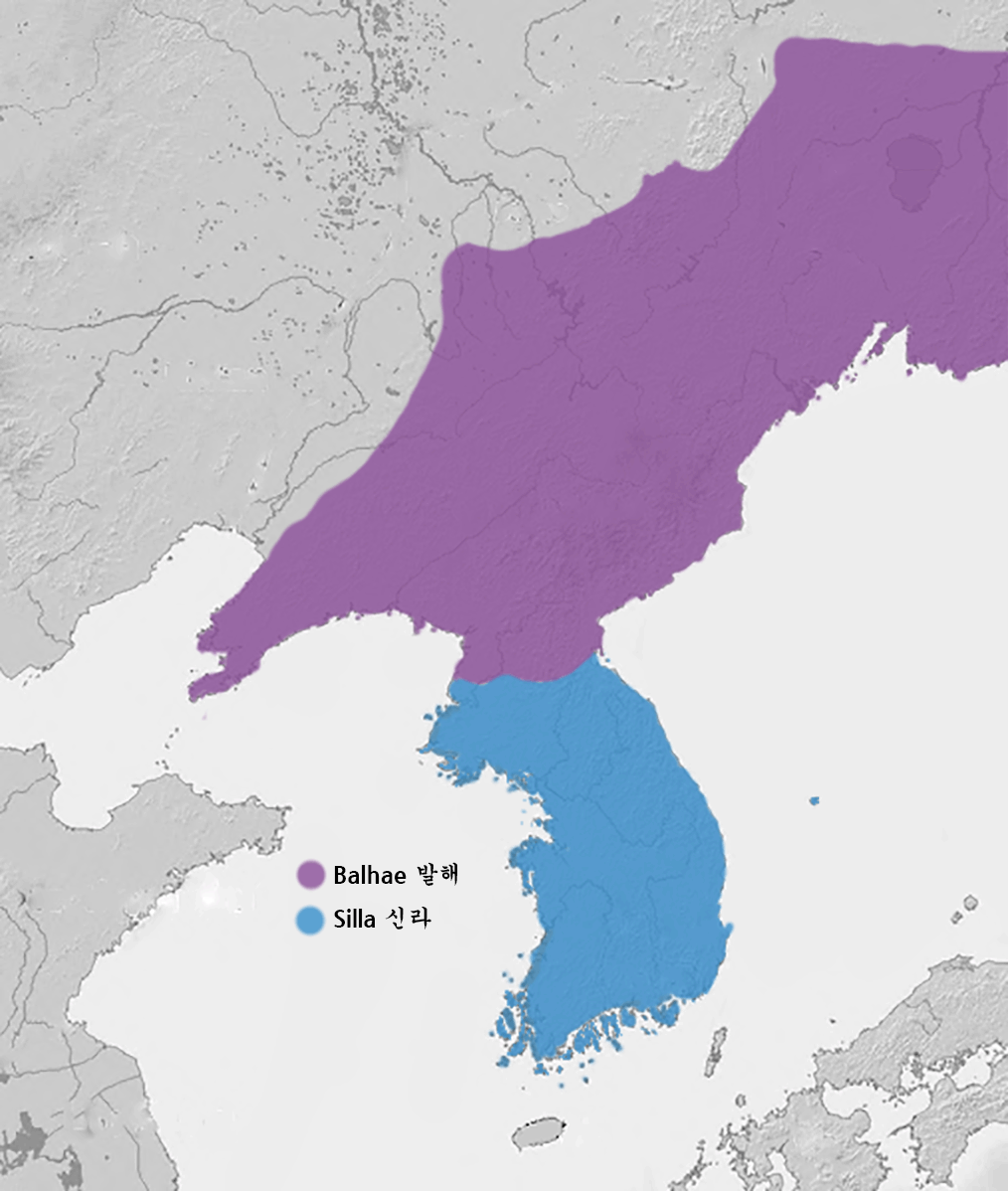
Palhe (Palhe) és Silla a 9. században

## Az állam élete

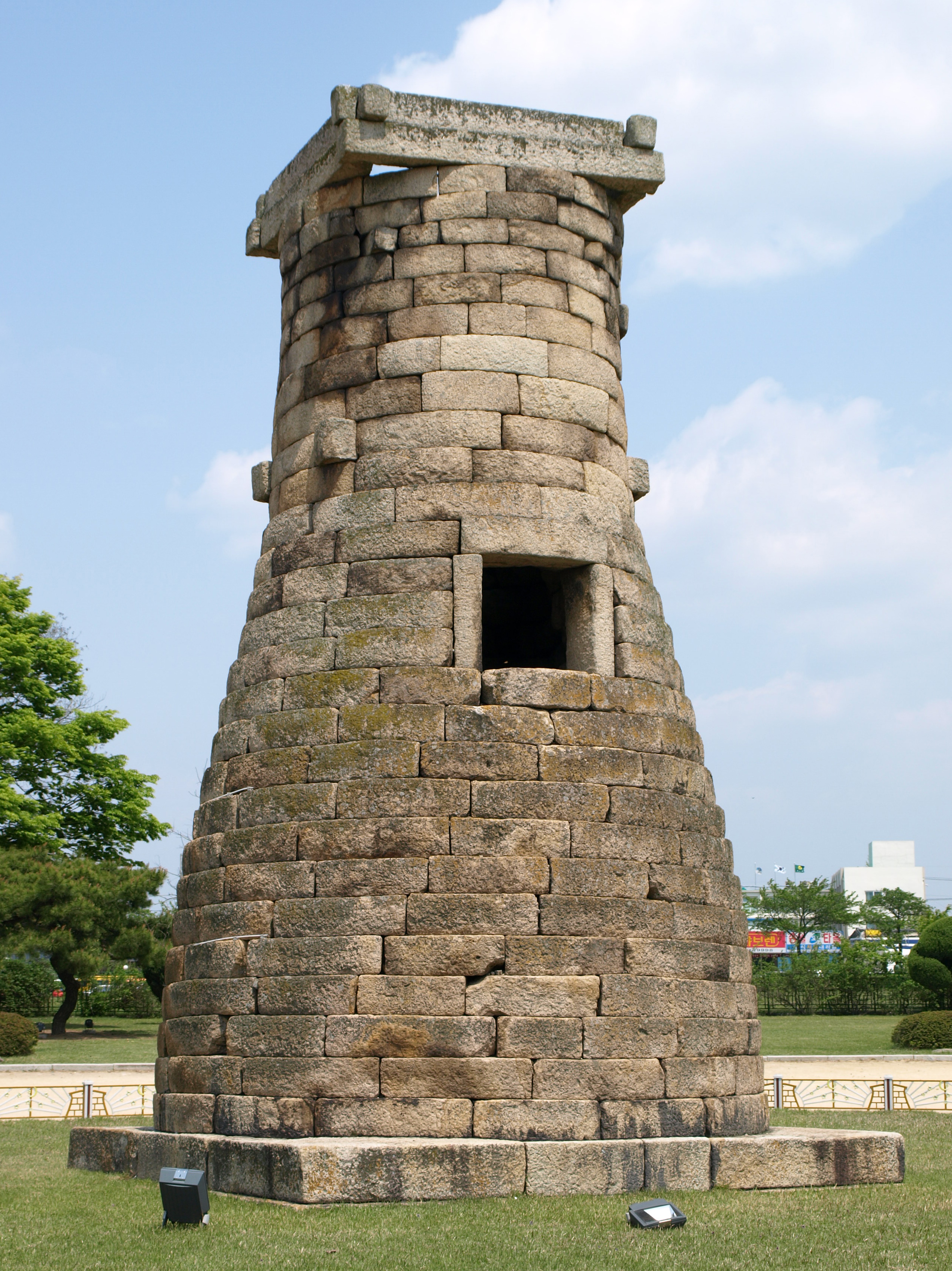
A Cshomszongde (Cheomseongdae) Szorabolban (Seorabeol)

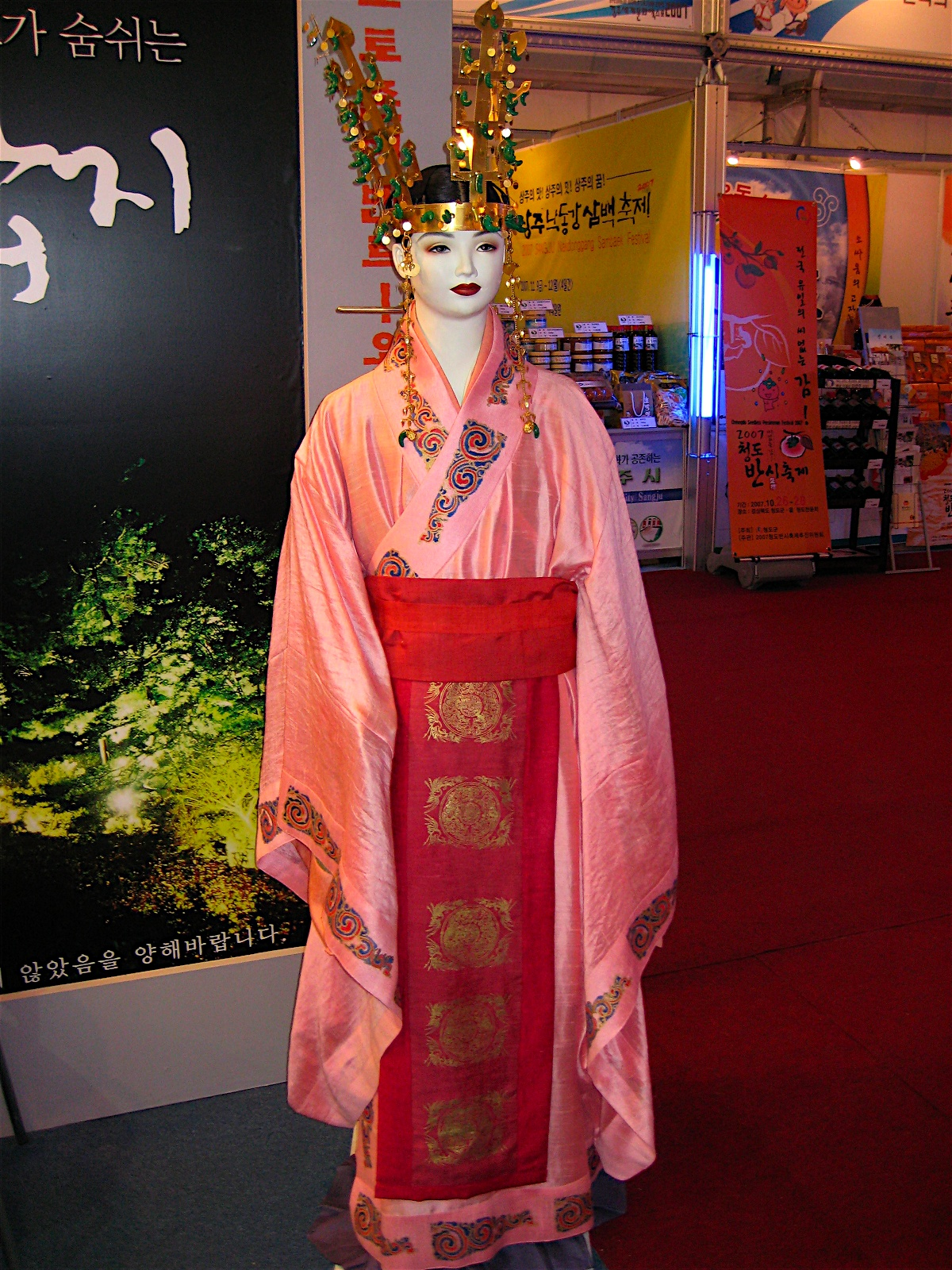
Királynői hanbok másolata a Silla-korból

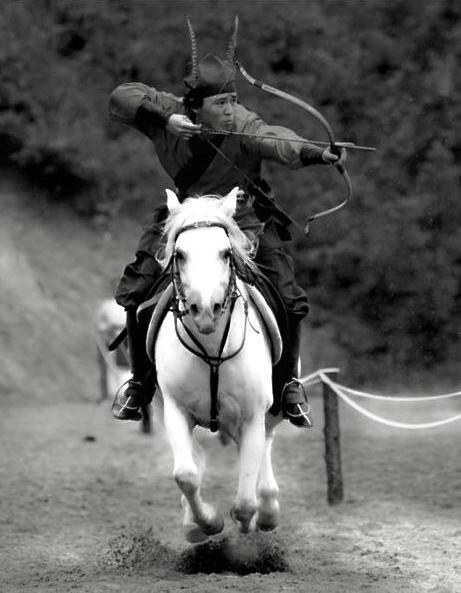
Hvarang hagyományőrző

Az 5. században megerősödő, központosított és egységesen vezetett államiság fellendítette az ország gazdaságát. Az öntözéses földművelés egyre nagyobb teret hódított, a növekvő termelékenység lehetővé tette az adminisztratív és kereskedelmi központok kialakulását. A korai Sillában kis számú állandó katonaság volt, a királyi testőrség. Háború idején a nemesség alkotta a fő haderőt.
A 6. század nagy sikerei közigazgatási reformokkal jártak. A megnövekvő területű országot már tartományokra, megyékre és járásokra osztották. Mind a hat tartomány kapott egy-egy állandó katonai helyőrséget védelmi és helyi rendfenntartási célokra. A közigazgatási rendszer kínai alapokon nyugodott, még a tisztségek nevei is kínaiak voltak. Az országban feudális jellegű társadalmi rend épült ki. A 7. századra az állam teljes földterülete az állam tulajdonában volt, ebből használatra utaltak ki földeket a nemességnek. A földeken jobbágyi státuszú parasztok dolgoztak. A központi hatalom azonban elkerülhetetlenül meggyengült attól, hogy az állami földek gyakorlatilag magántulajdonúak lettek azzal, hogy örökölhetővé váltak. A 9. században feudális anarchiává fajult az új földbirtokosok rendszere. Magánhadseregek alakultak a birtokok védelmére és további birtokok szerzésére, a közbiztonság gyakorlatilag megszűnt. A sillai központi hatalom sosem vált kizárólagossá az országban az uralkodók minden erőfeszítése ellenére. Az „egységes Silla” idején volt a legerősebb a királyi hatalom, de az arisztokrácia ekkor is befolyásos maradt. A politikailag erős nemesség Korea további történetére is jellemző.
A félsziget 7. századi egyesítése elsősorban egy hosszabb békés periódus kezdetét jelentette. A békés viszonyok biztonságossá tették az utakat, így a belföldi távolsági kereskedelem és a külkereskedelem is virágzásnak indult. Sillában kínai és japán árucikkek terjedtek, sőt Kínán keresztül arab kereskedők is meglátogatták. Az arab források gazdag országként számolnak be róla. Al-Maszúdi 947-ben „Az aranymezők és drágakőbányák” című munkájában ír róla. Virágzott a kézműipar, termékeik között használati tárgyak (edények, tükrök), ékszerek (fejdíszek, függők, gyűrűk) és fegyverek (tőrök, kardok, lándzsák) is szerepelnek. A selyemhernyó-tenyésztés átvételével a selyemipar is jelentőssé vált, ezen belül is a brokátszövetek gyártása jelentős. Évente követségeket küldtek Kínába, egyesek közülük ott is maradtak tanulni és a kínai viszonyokkal ismerkedni.
A 6. században jelent meg a buddhizmus is, Pophung (Beopheung) uralkodásának végétől, 535-től államvallás – mintegy másfél évszázaddal elmaradva Pekcsétől (Baekjétől), ahol 384-től. A hierarchikus rendszerű és központosított irányítású buddhizmus elősegítette a centralizációs törekvéseket, azért az uralkodóház és a nemesség általában támogatta a buddhizmus terjedését. A buddhista templomok számára harangokat öntöttek, ezek közül a 7. század elején öntött egyik, mintegy két méter átmérőjű harang messze földön híres lett. A buddhista szerzetesek is gyakran utaztak Kínába, sőt Indiába is. Pophung (Beopheung) utódja, Csinhung (Jinheung) pedig megalkotta a hvarang (hwarang)-rendszert, amely egyfajta keveréke a buddhizmusnak és konfucianizmusnak és alapvető ideológiájává vált a sillai hadseregnek. A hvarang (hwarang) nagyjából az európai lovagsággal azonos, elit arisztokrata katonák és parancsnokaik alkották.
Silla fővárosa hatalmas várossá nőtte ki magát. Egyenes utcái háztömböket választottak el egymástól, és e tömbökből a fénykorban 1360-nál több volt, a Szamguk jusza (Samguk Yusa) – a 13. században – 178 936 házhelyről írt, ami egymilliós lélekszámra enged következtetni. A főváros egyik neve Kumszong (Geumseong) volt, ami „Arany Várost” jelent. Közepén emelkedett a „Holdpalota”, a királyi lakhely, amelyet sok kisebb palota vett körül. Itt építették fel a 7. század elején Kelet-Ázsia legelső csillagvizsgáló tornyát, a Cshomszongdét (Cheomseongdaét). A nagyobb városokban konfuciánus és buddhista iskolák működtek, ahol kínai irodalmat tanulmányoztak és a tökéletes államigazgatást tanulták. A 7. század végén alakult ki az első endemikus koreai írásrendszer, az idu írás. Ez kínai írásjeleket használt fel szótagok jelölésére. Az Aranyváros szépítésének tetőpontja a Szokpulsza (Seokbulsa)-templom 742–750-es átépítése. Ekkortól Szokkuram (Seokguram) a neve. Modellje egy kínai barlangtemplom volt.
A legújabb régészeti leletek alapján a korai Sillában a 4. század környékén szokásos lehetett az emberáldozat, a Volszong (Wolseong) palota ásatásán Kjongdzsu (Gyeongju)ban rituálisan eltemetett halottakat találtak  palota bejárata alatt állatcsontokkal és különféle tárgyakkal elhelyezve. A régészek szerint feltételezhető, hogy a palota építkezésének sikere végett áldozták fel az alacsonyabb osztályból származó embereket.

### Irodalom

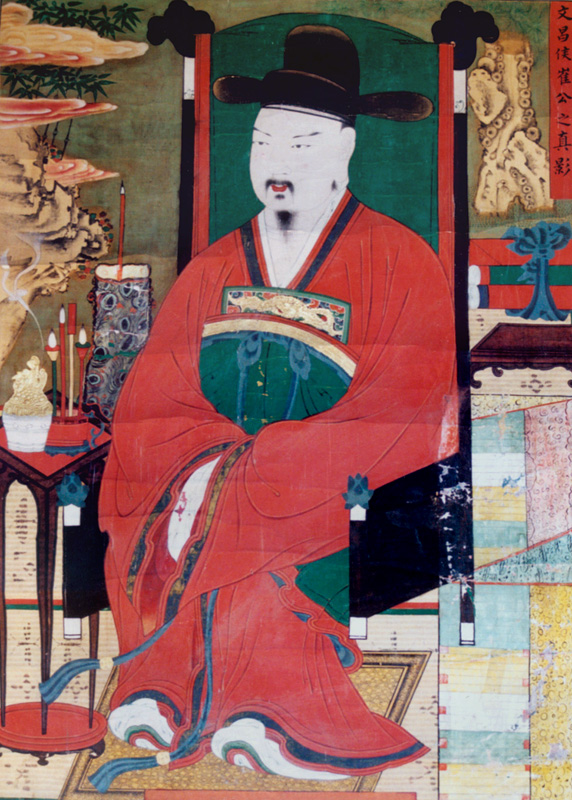
Cshö Cshivon (Choi Chi-won) portréja

## Művészete

### Építészet

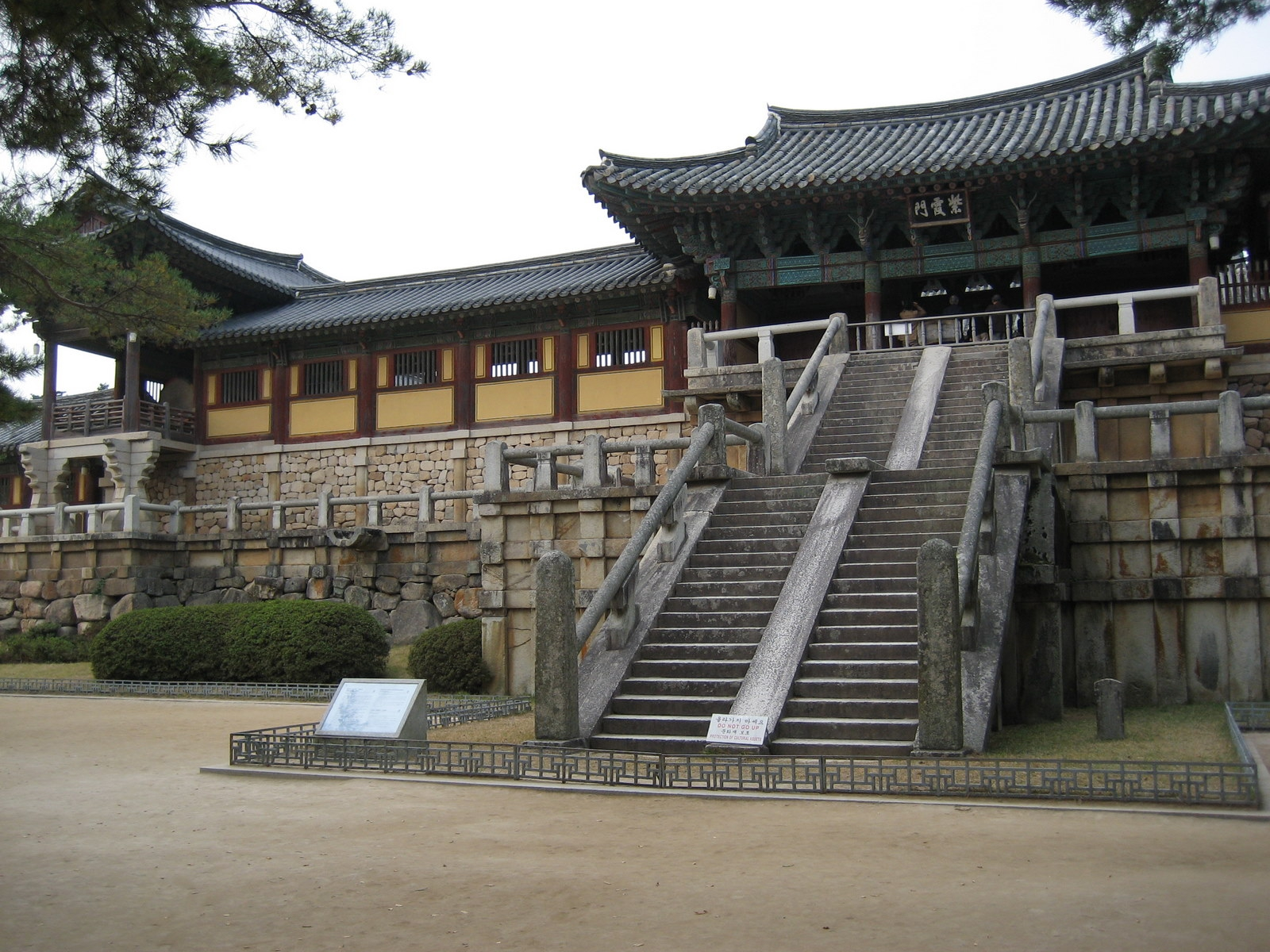
A Pulguksza (Bulguksa) templom egyik épülete

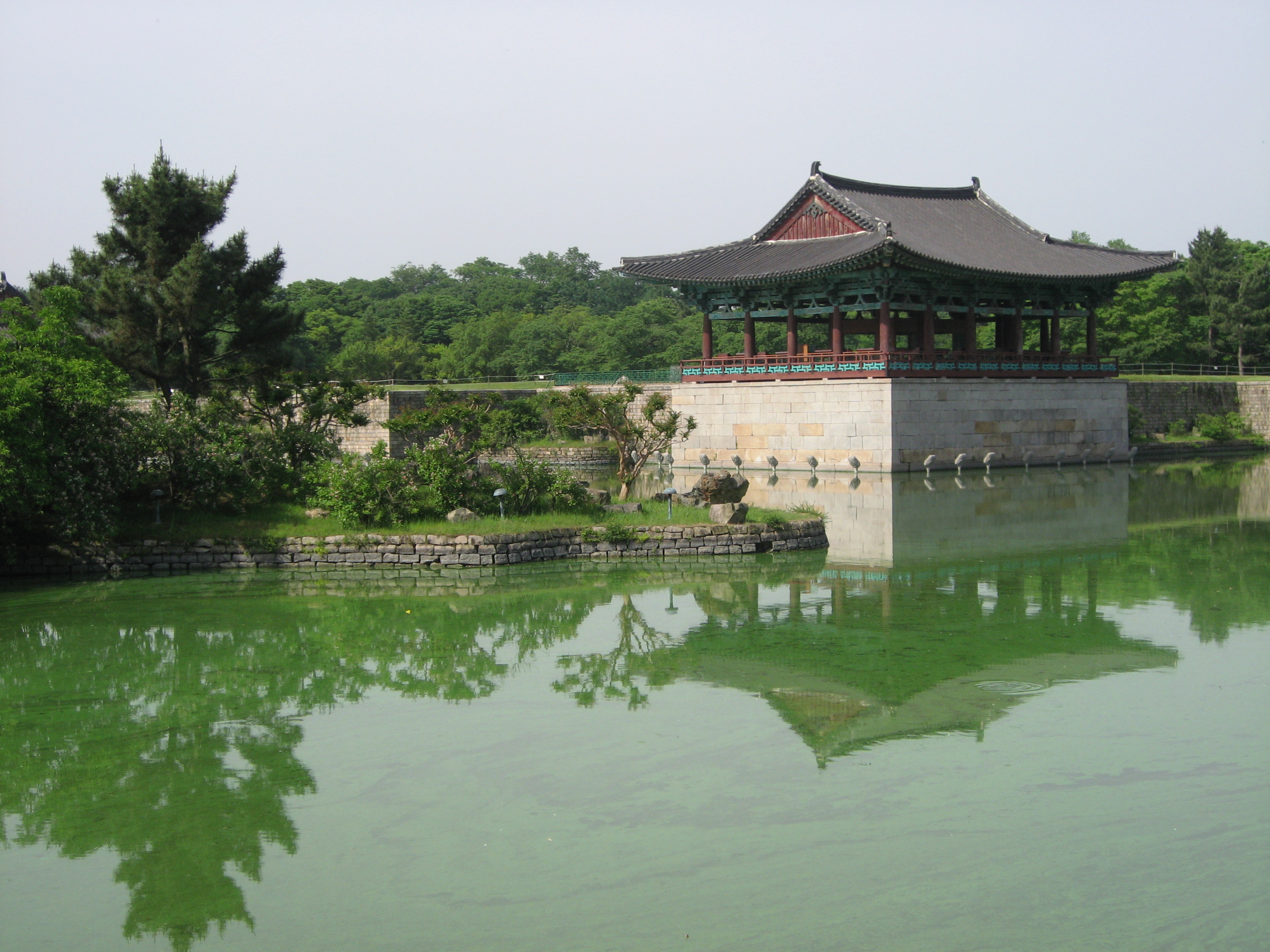
Voldzsi (Wolji) tó

Az Egységesített Silla időszakában virágzott a buddhizmus, Kjongszang (Gyeongsang) tartományban egyre-másra épültek a templomok. Silla fővárosát, Kjongdzsu (Gyeongju)t a kor szokásainak megfelelően Csangan (Chang'an), a Tang-dinasztia fővárosa után modellezték, így széles egyenes utakat kapott, melyek téglalap alakú rácsot alkottak. A művészetek központja északról, az egykori Kogurjo (Goguryeo) területéről délkeletre tevődött át. Szigorú szabályok működtek osztályhovatartozás alapján, meghatározott méretű épületeket építhettek ennek megfelelően, és még a tetőcserepek, a felhasznált anyagok és a bútorok milyenségét is szabályozták.
A sillai templomépítészet legjobban megőrzött példája a Pulguksza (Bulguksa), mely a 8. században épült és két komplexumból áll, pagodákkal kiegészülve. A jelenleg látható faszerkezetek a 17. századból származnak, a kőépítmények – beleértve az épületek alapjait, a lépcsőket és a kőpagodákat – viszont eredetiek. Az ugyanitt található Szokkuram (Seokguram)-barlanggal együtt a templom az UNESCO világörökség részét képezi, valamint Dél-Korea történelmi látványosságai közé tartozik. A pagodaépítészet tekintetében a pekcse (bakje)i pagodákat átvették, de egyes elemeket elhagytak vagy leegyszerűsítettek, az emeletek számát pedig a legtöbb esetben háromra csökkentették. A Pulguksza (Bulguksa) templom Szokkathap (Seokkatap) pagodája („Sakjamuni pagoda”) jól illusztrálja a 8. századi sillai pagodák szinte tökéletes arányosságát, az emeletek szélessége alulról felfelé 4:3:2 arányú.
A palotaépítészetet is magas fokon művelték a sillai mesteremberek. Ennek egyik kiváló példája a Voldzsi (Wolji) tó a Kjongdzsu (Gyeongju)ban található silla-kori palotakertben, mely egy, a 7. században létrehozott mesterséges tó. Amikor 1976-ban a tó medrét a helyreállítási munkálatok során kikotorták, felszínre került az eredeti, kőből épített part, valamint a tó vizének frissességét szabályzó komplex szerkezet is.

## Uralkodói
| Pak (Park) (박)                     | Hjokkosze (Hyeokgeose)    | i. e. 57 – i. sz. 4 | 혁거세 거서간 Hjokkosze koszogan (Hyeokgeose Geoseogan) | 朴赫居世居西干 | A koszogan (geoseogan) (거서간) cím a király megfelelője volt a korai Silla korszakban                                                                              |
| Pak (Park) (박)                     | Namhe (Namhae)            | 4–24                | 남해 차차웅 Namhe cshacshaung (Namhae Chachaung)        | 南解次次雄     | A cshacshaung (chachaung) (차차웅) egyfajta sámán jelentésű korai uralkodói cím volt a korai időszakban                                                             |
| Pak (Park) (박)                     | Juri (Yuri)               | 24–57               | 유리이사금 Juri iszagum (Yuri Isageum)                  | 儒理尼師今     | Az iszagum (isageum) (이사금) uralkodói titulus volt a korai Silla korban.                                                                                          |
| Szok (Seok) (석)                    | Thalhe (Talhae)           | 57–80               | 탈해이사금 Thalhe iszagum (Talhae Isageum)              | 脫解尼師今     | |
| Pak (Park) (박)                     | Phasza (Pasa)             | 80–112              | 파사이사금 Phasza iszagum (Pasa Isageum)                | 婆娑尼師今     | |
| Pak (Park) (박)                     | Csima (Jima)              | 112–134             | 지마이사금 Csima iszagum (Jima Isageum)                 | 祗摩尼師今     | |
| Pak (Park) (박)                     | Ilszong (Ilseong)         | 134–154             | 일성이사금 Ilszong iszagum (Ilseong Isageum)            | 逸聖尼師今     | |
| Pak (Park) (박)                     | Adalla                    | 154–184             | 아달라이사금 Adalla iszagum (Adalla Isageum)            | 阿達羅尼師今   | |
| Szok (Seok) (석)                    | Polhju (Beolhyu)          | 184–196             | 벌휴이사금 Polhju iszagum (Beolhyu Isageum)             | 伐休尼師今     | |
| Szok (Seok) (석)                    | Nehe (Naehae)             | 196–230             | 내해이사금 Nehe iszagum (Naehae Isageum)                | 奈解尼師今     | |
| Szok (Seok) (석)                    | Csobun (Jobun)            | 230–247             | 조분이사금 Csobun iszagum (Jobun Isageum)               | 助賁尼師今     | |
| Szok (Seok) (석)                    | Csomhe (Cheomhae)         | 247–261             | 첨해이사금 Cshomhe iszagum (Cheomhae Isageum)           | 沾解尼師今     | |
| Kim (김)                            | Micshu (Michu)            | 262–284             | 미추이사금 Micshu iszagum (Michu Isageum)               | 味鄒尼師今     | A kjongdzsu (gyeongju)i Kim klánból |
| Szok (Seok) (석)                    | Jurje (Yurye)             | 284–298             | 유례이사금 Jurje iszagum (Yurye Isageum)                | 儒禮尼師今     | |
| Szok (Seok) (석)                    | Kirim (Girim)             | 298–310             | 기림이사금 Kirim iszagum (Girim Isageum)                | 基臨尼師今     | |
| Szok (Seok) (석)                    | Hulhe (Heulhae)           | 310–356             | 흘해이사금 Hulhe iszagum (Heulhae Isageum)              | 訖解尼師今     | |
| korai Silla (i. e. 57 – i. sz. 654) |                           |                     |                                                         |                | |
| történeti szakasz (356–654)         |                           |                     |                                                         |                | |
| Kim (김)                            | Nemul (Naemul)            | 356–402             | 내물마립간 Nemul maripkan (Naemul Maripgan)             | 奈勿麻立干     | A maripkan (maripgan) (마립간) uralkodói titulus volt Nemultól kezdődően Szodzsi (Soji)val bezárólag. Az első történetileg igazolható uralkodó.                     |
| Kim (김)                            | Silszong (Silseong)       | 402–417             | 실성마립간 Silszong maripkan (Silseong Maripgan)        | 實聖麻立干     | |
| Kim (김)                            | Nuldzsi (Nulji)           | 417–458             | 눌지마립간 Nuldzsi maripkan (Nulji Maripgan)            | 訥祗麻立干     | A Kaja (Gaya)-szövetség kialakulása, háború Kogurjóval (Goguryeóval)                                                                                                |
| Kim (김)                            | Csabi (Jabi)              | 458–479             | 자비마립간 Csabi maripkan (Jabi Maripgan)               | 慈悲麻立干     | A Kaja (Gaya)-szövetség kialakulása, háború Kogurjóval (Goguryeóval)                                                                                                |
| Kim (김)                            | Szodzsi (Soji)            | 479–500             | 소지마립간 Szodzsi maripkan (Soji Maripgan)             | 炤智麻立干     | A Kaja (Gaya)-szövetség kialakulása, háború Kogurjóval (Goguryeóval)                                                                                                |
| Kim (김)                            | Csidzsung (Jijeung)       | 500–514             | 지증왕 Csidzsung vang (Jijeung Wang)                    | 智證王         | Az első vang (wang) uralkodói című, azaz szó szerint királyi című uralkodó. Győzelmek Kogurjo (Goguryeo) felett.                                                    |
| Kim (김)                            | Pophung (Beopheung)       | 514–540             | 법흥왕 Pophung vang (Beopheung Wang)                    | 法興王         | Kogurjo (Goguryeo) kiszorítása a Koreai-félszigetről, a Kaja (Gaya)-szövetség széthullása és Kaja (Gaya) területének meghódítása. A buddhizmus 535-től államvallás. |
| Kim (김)                            | Csinhung (Jinheung)       | 540–576             | 진흥왕 Csinhung vang (Jinheung Wang)                    | 眞興王         | Szakítás Pekcsével (Baekjével), japán háborúk. |
| Kim (김)                            | Csindzsi (Jinji)          | 576–579             | 진지왕 Csindzsi vang (Jinji Wang)                       | 眞智王         | |
| Kim (김)                            | Csinphjong (Jinpyeong)    | 579–632             | 진평왕 Csinphjong vang (Jinpyeong Wang)                 | 眞平王         | Ismét háború Kogurjóval (Goguryeóval), szövetség a Szuj (Sui)-dinasztiával, majd a tangokkal.                                                                       |
| Kim (김)                            | Szondok (Seondeok)        | 632–647             | 선덕여왕 Szondok jovang (Seondeok Yeowang)              | 善德女王       | Királynők. A kínai–sillai szövetség háborúja a Pekcse (Baekje)–Kogurjo (Goguryeo)-szövetséggel.                                                                     |
| Kim (김)                            | Csindok (Jindeok)         | 647–654             | 진덕여왕 Csindok jovang (Jindeok Yeowang)               | 眞德女王       | Királynők. A kínai–sillai szövetség háborúja a Pekcse (Baekje)–Kogurjo (Goguryeo)-szövetséggel.                                                                     |
| középső Silla (654–780)             |                           |                     |                                                         |                | |
| Kim (김)                            | Mujol (Muyeol)            | 654–661             | 무열왕 Mujol vang (Muyeol Wang)                         | 武烈王         | A kínai–sillai haderő legyőzi Pekcsét (Baekjét) és Kogurjót (Goguryeót).                                                                                            |
| egyesített Silla-korszak (671–780)  |                           |                     |                                                         |                | |
| Kim (김)                            | Munmu                     | 661–681             | 문무왕 Munmu vang (Munmu Wang)                          | 文武王         | Silla kiszorítja a félszigetről Kínát, így először egyesíti a Koreai-félszigetet.                                                                                   |
| Kim (김)                            | Sinmun                    | 681–692             | 신문왕 Sinmun vang (Sinmun Wang)                        | 神文王         | |
| Kim (김)                            | Hjoszo (Hyoso)            | 692–702             | 효소왕 Hjoszo vang (Hyoso Wang)                         | 孝昭王         | |
| Kim (김)                            | Szongdok (Seongdeok)      | 702–737             | 성덕대왕 Szongdok vang (Seongdeok Wang)                 | 聖德大王       | Palhe (Balhae) megerősödése és Kína gyengesége miatt Silla falakat épít északi határain.                                                                            |
| Kim (김)                            | Hjoszong (Hyoseong)       | 737–742             | 효성왕 Hjoszong vang (Hyoseong Wang)                    | 孝成王         | Silla gyengülése, belső anarchia. |
| Kim (김)                            | Kjongdok (Gyeongdeok)     | 742–765             | 경덕왕 Kjongdok vang (Gyeongdeok Wang)                  | 景德王         | Silla gyengülése, belső anarchia. |
| Kim (김)                            | Hjegong (Hyegong)         | 765–780             | 혜공왕 Hjegong vang (Hyegong Wang)                      | 惠恭王         | Merénylet áldozata lett, utódja a Kim-klán egy másik ágából származott.                                                                                             |
| késői Silla                         |                           |                     |                                                         |                | |
| Kim (김)                            | Szondok (Seondeok)        | 780–785             | 선덕왕 Szondok vang (Seondeok Wang)                     | 宣德王         | |
| Kim (김)                            | Vonszong (Wonseong)       | 785–798             | 원성왕 Vonszong vang (Wonseong Wang)                    | 元聖王         | |
| Kim (김)                            | Szoszong (Soseong)        | 798–800             | 소성왕 Szoszong vang (Soseong Wang)                     | 昭聖王         | |
| Kim (김)                            | Edzsang (Aejang)          | 800–809             | 애장왕 Edzsang vang (Aejang Wang)                       | 哀莊王         | |
| Kim (김)                            | Hondok (Heondeok)         | 809–826             | 헌덕왕 Hondok vang (Heondeok Wang)                      | 憲德王         | |
| Kim (김)                            | Hungdok (Heungdeok)       | 826–836             | 흥덕왕 Hungdok vang (Heungdeok Wang)                    | 興德王         | |
| Kim (김)                            | Higang (Huigang)          | 836–838             | 희강왕 Higang vang (Huigang Wang)                       | 僖康王         | |
| Kim (김)                            | Mine (Minae)              | 838–839             | 민애왕 Mine vang (Minae Wang)                           | 閔哀王         | |
| Kim (김)                            | Sinmu                     | 839                 | 신무왕 Sinmu vang (Wang)                                | 神武王         | |
| Kim (김)                            | Munszong (Munseong)       | 839–857             | 문성왕 Munszong vang (Munseong Wang)                    | 文聖王         | |
| Kim (김)                            | Honan (Heonan)            | 857–861             | 헌안왕 Honan vang (Heonan Wang)                         | 憲安王         | |
| Kim (김)                            | Kjongmun (Gyeongmun)      | 861–875             | 경문왕 Kjongmun vang (Gyeongmun Wang)                   | 景文王         | |
| Kim (김)                            | Hongang (Heongang)        | 875–886             | 헌강왕 Hongang vang (Heongang Wang)                     | 憲康王         | |
| Kim (김)                            | Csonggang (Jeonggang)     | 886–887             | 정강왕 Csonggang vang (Jonggang Wang)                   | 定康王         | |
| Kim (김)                            | Csinszong (Jinseong)      | 887–897             | 진성여왕 Csinszong jovang (Jinseon Yeowang)             | 眞聖女王       | királynő |
| Kim (김)                            | Hjogong (Hyogong)         | 897–912             | 효공왕 Hjogong vang (Hyogong Wang)                      | 孝恭王         | |
| Pak (Park) (박)                     | Sindok (Sindeok)          | 912–917             | 신덕왕 Sindok vang (Sindeok Wang)                       | 神德王         | |
| Pak (Park) (박)                     | Kjongmjong (Gyeongmyeong) | 917–924             | 경명왕 Kjongmjong vang (Gyeongmyeong Wang)              | 景明王         | |
| Pak (Park) (박)                     | Kjonge (Gyeongae)         | 924–927             | 경애왕 Kjonge vang (Gyeongae Wang)                      | 景哀王         | |
| Kim (김)                            | Kjongszun (Gyeongsun)     | 927–935             | 경순왕                                                  | 敬順王         | Önként átadja a hatalmat Korjó (Goryeó)nak. |
| Források:                           |                           |                     |                                                         |                | |